# Sulejman Ugljanin
Sulejman Ugljanin, cyr. Сулејман Угљанин (ur. 20 listopada 1953 w Kosowskiej Mitrowicy) – serbski stomatolog i polityk, jeden z liderów politycznych serbskich Boszniaków, przewodniczący Partii Akcji Demokratycznej Sandżaku, parlamentarzysta i minister.

## Życiorys
Ukończył szkołę średnią w Prisztinie, następnie studia z zakresu stomatologii na Uniwersytecie w Sarajewie. Praktykował w zawodzie dziecięcego dentysty w Novim Pazarze, specjalizował się w protetyce stomatologicznej.
W 1990 na prośbę Aliji Izetbegovicia zorganizował i stanął na czele Partii Akcji Demokratycznej Sandżaku (współpracującej z Partią Akcji Demokratycznej działającą w Bośni i Hercegowinie). Kandydował w 1990 na prezydenta Serbii, zajmując czwarte miejsce (2,2% głosów). W 1991 został przewodniczącym krajowej rady Boszniaków w Sandżaku, działającej później jako Boszniacka Rada Narodowa. Na czele tego gremium stał do 2018.
W 1993 w okresie konfliktów etnicznych w trakcie rozpadu Jugosławii wydano wobec niego nakaz aresztowania, nielegalnie opuścił Serbię, wyjeżdżając na trzy lata do Turcji. Po powrocie do kraju w 1996 został wybrany do parlamentu Federalnej Republiki Jugosławii. W 1997 ponownie ubiegał się o prezydenturę Serbii z wynikiem 1,7% głosów. W latach 2004–2008 był burmistrzem miasta Novi Pazar. W 2007, 2008, 2012, 2014 i 2016 wybierany do Zgromadzenia Narodowego Republiki Serbii. W 2008 wszedł w skład rządu Mirka Cvetkovicia jako minister bez teki. Utrzymał to stanowisko w 2012 w gabinecie Ivicy Dačicia, zajmując je do 2014. Wkrótce po wyborach w 2016 zrezygnował z mandatu poselskiego.